# Ligne de Ychoux à Biscarrosse
La Ligne de Ychoux à Biscarrosse est une ancienne ligne de chemin de fer française d'une longueur d'environ trente-cinq kilomètres, qui reliait Ychoux à Biscarrosse-Plage dans le département des Landes. Elle faisait partie du réseau local des voies ferrées des Landes, (VFL).

## Chronologie
- 1er avril 1889 : ouverture de la section Ychoux - Parentis-en-Born
- 22 mars 1903 : ouverture de la section de Parentis à Biscarrosse-Bourg[3]
- 26 avril 1909 : ouverture de la section de Biscarrosse-Bourg à Biscarrosse-Plage.
- Fermeture définitive aux voyageurs : 27 avril 1950
- Fermeture définitive aux marchandises : 1er avril 1989

## Historique
Elle fut successivement propriété de la société des chemins de fer du Born et du Marensin puis du réseau des voies ferrées des Landes.
La ligne fut ouverte principalement pour assurer la desserte d'établissements industriels et des exploitations forestières locales. Elle fut aussi utilisée de 1954 à 1958 par la société Esso pour transporter le pétrole extrait des gisements de pétrole de Parentis.
Malgré ses origines industrielles, la ligne connût un trafic voyageurs important. 
Elle a été brièvement fermée au trafic voyageurs au début de la Seconde Guerre Mondiale. Puis définitivement dans les années 1950. Les dessertes voyageurs furent alors remplacées par un service d'autocars. Le trafic de marchandises persista quant à lui jusqu'à la fin des années 1989 entre Parentis et Ychoux.
La ligne est aujourd'hui détruite et il ne subsiste que les bâtiments voyageurs des anciennes gares, reconvertis en habitations.

## Caractéristiques
La ligne est établie à voie unique sur toute sa longueur. Elle démarre à la gare de Ychoux, où elle est raccordée à la ligne de Bordeaux-Saint-Jean à Irun de la compagnie du Midi. À Naouas, sur la commune de Biscarrosse, se trouve un embranchement qui mène à la voie en direction de Mimizan-Plage. 
Comme pour le reste du réseau VFL, la voie est construite sobrement et avec des matériaux locaux. Les traverses sont réalisées en bois de pin landais, le ballast est en sable. Les rails sont de type Vignole de 32 kg/m. Toutefois, en 1956, la section de ligne entre Parentis et Ychoux fut renforcée à la demande de la société Esso pour permettre la circulation de wagons citernes plus lourds.

## Gares du parcours
- Ychoux (km 0)
- Poms (km 4,9)
- Parentis-en-Born (km 11,3)
- Lahitte (km 15,2) (commune de Parentis-en-Born)
- Biscarrosse-Bourg (km 20,2)
- Naouas, (km 28)
- Biscarrosse-Plage (km 33)